# Круков (Лауенбург)
Круков (њем. Krukow) општина је у њемачкој савезној држави Шлезвиг-Холштајн. Једно је од 131 општинског средишта округа Херцогтум Лауенбург. Према процјени из 2010. у општини је живјело 190 становника. Посједује регионалну шифру (AGS) 1053074.

## Географски и демографски подаци
Круков се налази у савезној држави Шлезвиг-Холштајн у округу Херцогтум Лауенбург. Општина се налази на надморској висини од 44 метра. Површина општине износи 7,9 km². У самом мјесту је, према процјени из 2010. године, живјело 190 становника. Просјечна густина становништва износи 24 становника/km².